# Катерин
Катери́н (Гебель-Зебир, араб. جبل كاثرين‎, Дже́бель Катри́н) — самая высокая гора в Египте, имеет высоту 2629 м. Расположена в южной части Синайского полуострова, примерно в 4 км к юго-западу от горы Синай.
На вершине горы на месте обретения мощей великомученицы Екатерины стоит православная часовня, построенная монахами на пожертвования царя Иоанна Грозного.
Как и на других высоких пиках Синайского полуострова, зимой на горе лежит снег. С вершины горы можно одновременно увидеть Суэцкий залив и залив Акаба.

## Название
Гора названа в честь святой великомученицы Екатерины Александрийской. По преданию, после казни святой Екатерины её тело было перенесено ангелами на вершину самой высокой горы Синая — позднее названной горой Святой Екатерины. Три века спустя, в середине VI века, монахи монастыря Преображения, построенного императором Юстинианом, повинуясь видению, поднялись на гору, нашли там останки святой Екатерины, опознали их по кольцу, которое было дано ей Иисусом Христом, и перенесли мощи в церковь. По причине обретения мощей расположенный неподалёку монастырь Преображения получил новое название — монастырь святой Екатерины.